# Mitt andra jag
Mitt andra jag (engelska: All of Me) är en amerikansk långfilm från 1984 i regi av Carl Reiner, med Steve Martin, Lily Tomlin, Victoria Tennant och Madolyn Smith i rollerna. Filmen är baserad på den outgivna romanen Me Two av Edwin Davis. Martin och Tennant blev ett par under inspelningen av filmen och gifte sig senare.

## Handling
Advokaten Roger (Steve Martin) får problem när hans rika men dödssjuka klient Edwina Cutwaters ande ska föras över till den unga kvinnan Terry (Victoria Tennant), men överföringen misslyckas och anden hamnar i honom istället. Nu kontrollerar den bittra Edwina halva hans kropp, medan Terry gör vad hon vill med Edwinas egendomar.

## Rollista
| Steve Martin      | – Roger Cobb      |
| Lily Tomlin       | – Edwina Cutwater |
| Victoria Tennant  | – Terry Hoskins   |
| Madolyn Smith     | – Peggy Schuyler  |
| Richard Libertini | – Prahka Lasa     |
| Dana Elcar        | – Burton Schuyler |
| Jason Bernard     | – Tyrone Wattell  |
| Selma Diamond     | – Margo           |
| Eric Christmas    | – Fred Hoskins    |
| Gailard Sartain   | – Fulton Norris   |